# Prâslea
Prâslea este în mitologia românească un erou care apare în mai multe basme. Cel mai cunoscut dintre acestea este Prâslea cel voinic și merele de aur (basm popular românesc cules de Petre Ispirescu). În limbajul popular prâslea înseamnă fiul cel mai mic dintr-o familie, mezinul.